# محطة فورسمارك للطاقة النووية

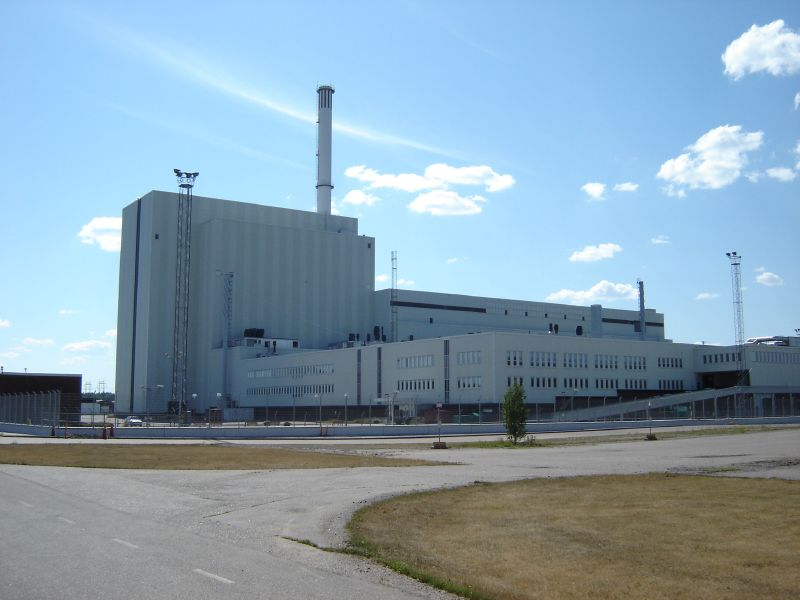
محطة فورسمارك للطاقة النووية

محطة فورسمارك للطاقة النووية هي محطة للطاقة النووية في مقاطعة فورسمارك في السويد، وهي أيضًا موقع المستودع السويدي النهائي للنفايات التشغيلية المشعة. تديرها شركة تابعة بصفة رئيسية لشركة فاتينفول متعددة الجنسيات للطاقة.
كان مراقبو الإشعاع في فورسمارك أول من اكتشف مستويات الإشعاع المرتفعة الناجمة عن كارثة تشرنوبل من خارج الاتحاد السوفييتي على بعد أكثر من 1000 كيلومتر، ما أجبر الحكومة السوفييتية على الاعتراف بها علنًا بعد يومين من إخفائها عن العالم.

## المفاعلات
تحتوي محطة فورسمارك للطاقة النووية (إن بّي بّي) على ثلاثة مفاعلات ماء مغلي:
- إف 1 مفاعل ماء مغلي طراز 69 من إنتاج شركة «أتوم إيه بي بي» (أتوم آسيا براون بوفيري)، بقدرة 2928 ميغاواط طاقة حرارية، و1010 ميغاواط طاقة كهربائية صافية، رُبط مع الشبكة لأول مرة في 5 يونيو عام 1980، وبدأ التشغيل التجاري في 10 ديسمبر عام 1980. يحتوي على اثنين من مولدات التيار المتناوب التوربينية.
- إف 2 مفاعل ماء مغلي طراز 69 من إنتاج شركة «أتوم إيه بي بي»، بقدرة 3253 ميغاواط طاقة حرارية، و1120 ميغاواط طاقة كهربائية صافية، رُبط مع الشبكة لأول مرة في 15 ديسمبر عام 1980، وبدأ التشغيل التجاري في 7 يوليو عام 1981. وهو مطابق للمفاعل 1.
- إف 3 مفاعل ماء مغلي طراز 75 من إنتاج شركة «أتوم إيه بي بي»، بقدرة 3300 ميغاواط طاقة حرارية، و1190 ميغاواط طاقة كهربائية صافية، رُبط مع الشبكة لأول مرة في 3 مارس عام 1985 وبدأ التشغيل التجاري في 21 أغسطس عام 1985. وهو تصميم أحدث مزود بمولد تيار متناوب توربيني واحد.

## مرافق أخرى
يوجد غرب محطة فورسمارك للطاقة النووية المحول الثابت لتيار الجهد العالي المستمر (إتش في دي سي) المُسمى فينو–سكان.

## التخلص من النفايات
فورسمارك هي الموقع المقترح لدفن كل الوقود المستهلك من قبل مفاعلات الطاقة النووية السويدية على المدى البعيد، وذلك باستخدام تقنية سلامة الوقود النووي (كي بي إس 3). سيتم إنشاء الموقع الجديد بجوار المستودع النهائي الموجود سابقًا للنفايات التشغيلية الفعالة شعاعيًا، ولكن لن يُوصل الموقعان مع بعضهما.

## الحوادث

### حادث يوليو 2006
في 25 يوليو عام 2006، أُغلق مفاعل نووي واحد بعد حدوث عطل كهربائي. وفقًا للهيئة السويدية لمراقبة الطاقة النووية (إس كي آي)، صُنف الحادث ضمن المستوى الثاني على المقياس الدولي للحوادث النووية. صُنف الحادث في البداية ضمن المستوى الأول على المقياس، بسبب بقاء مولدين في الخدمة. لكن فور اكتشاف تعطل جميع المولدات الأربعة بسبب نفس الخلل، رُقي الحادث إلى المستوى الثاني.
كان السبب المباشر الأول للحادث هو أعمال الصيانة التي أُجريت -في ساحة الجهد العالي المجاورة- على مشغل الشبكة الكهربائية السويدي سفينسكا كرافتنانت (مشغل نظام نقل الطاقة الكهربائية، مسؤول عن نقل الطاقة الكهربائية من محطات التوليد إلى محطات التوزيع). تسبب إجراء التشابك غير الصحيح في فتح القاطع، الأمر الذي أدى إلى تشكيل قوس كهربائي تسبب بحدوث دارة كهربائية قصيرة (دارة كهربائية ذات مقاومة صغيرة جدًا تقترب من الصفر) على مرحلتين في معدات مجاورة مباشرة للمحطة. تسببت هذه الدارة بفصل مولدات المحطة عن الشبكة، ونتيجة عدم وجود المزيد من أنظمة السلامة، أدى هذا الفصل بدوره إلى زيادة كبيرة في الجهد الكهربائي على مختلف المزودات داخل المحطة.
تسبب الجهد الكهربائي الزائد في تعطل دارات التحكم في اثنين من أنظمة مزودات الطاقة اللامنقطعة (يو بّي إس) الأربعة الاحتياطية، التي تزود معدات السلامة الحرجة في المحطة، بما فيها مضخات التبريد ودارات التحكم. مع أن مولدات الديزل بدأت بصورة صحيحة حتى على هذين النظامين، فقد أدى النقص في دارات التحكم إلى عدم قدرة هذه المولدات على التشابك مع الدارات المقابلة لها. عمل نظاما مزودات الطاقة اللامنقطعة الآخران بصورة صحيحة، وتحملا الجهد الكهربائي الزائد، ربما بسبب اختلاف خفي غير محدد في الأسلاك أو المعدات بين زوجين من الوحدات. أُطفئ المفاعل على الفور بصورة سريعة وكاملة وفعالة للكشف عن حالات فشل الإمداد هذه، لكن الموظفين اعتمدوا على قراءات كاشف النيوترون لتحديد حالة المفاعل بسبب نقص المعلومات عن حالة قضيب التحكم. 

## نبذة
كان مراقبو الإشعاع في فورسمارك أول من خارج الاتحاد السوفيتي يكتشفون مستويات الإشعاع المرتفعة الناتجة عن كارثة تشيرنوبيل، على بعد أكثر من 1000 كم، مما أجبر الحكومة السوفيتية على الاعتراف بها علناً بعد يوم تقريبًا من إخفائها عن العالم.